# Gravé dans le sable
Gravé dans le sable est un roman de Michel Bussi publié en 2014. Il a été publié une première fois en 2007 sous le titre Omaha crimes. L'intrigue initiale s'appuie sur le contexte du débarquement de Normandie sur la plage de Omaha beach.

## Résumé
Le 6 juin 1944, des rangers s'apprêtent à débarquer sur une plage de Normandie, dans l'ordre tiré au sort, pour limiter les pertes. Oscar Arlington, lâche mais riche, est prêt à échanger son numéro 4 contre une grosse somme d'argent. Le charismatique Lucky accepte pour mettre à l'abri du besoin sa jolie fiancée Alice.
En 1964, Alice Queen, venue en Normandie pour une commémoration, apprend par des vétérans l'existence de ce contrat... La jeune veuve  va découvrir, 20 ans plus tard, la vérité sur la mort de son mari.

## Publications
Le roman a été publié une première fois en 2007, par les Éditions des Falaises, sous le titre Omaha crimes  (ISBN 978-2-3503-8033-9).
Il est réédité en 2014 par les Presses de la Cité sous le nom actuel.